# Marilyn Black
Marilyn Black (Australia, 20 de mayo de 1944) fue una atleta australiana, especializada en la prueba de 200 m en la que llegó a ser medallista de bronce olímpica en 1964.

## Carrera deportiva
En los JJ. OO. de Tokio 1964 ganó la medalla de bronce en los 200 metros, con un tiempo de 23.1 segundos, llegando a meta tras la estadounidense Edith McGuire que con 23.0 s batió el récord olímpico, y la polaca Irena Kirszenstein (plata con 23.1 s).